# كايلي سبيني
كايلي سبيني (من مواليد 24 يوليو 1998) ممثلة أفلام وتلفزيون و مسرح أمريكية الجنسية، كان أول دور رئيسي لسبيني في tفيلم الخيال العلمي حافة الهادي: انتفاضة (2018). تبعته بالظهور في فيلم أوقات سيئة في الرويال (2018)، وأفلام السيرة الذاتية على أساس الجنس و النائب (كلاهما 2018)، والفيلم الخيالي ذا كرافت: ليغاسي (2020)، والمسلسل القصير ديفس  ( 2020) و مير من إيست تاونن (2021).
جسدت سبيني دور بريسيلا بريسلي في فيلم السيرة الذاتية بريسيلا (2023) حيث حصلت بسبب على ترشيح ل[[جائزة غولدن غلوب لأفضل ممثلة - فيلم دراما]|جائزة غولدن غلوب أفضل ممثلة]]. وواصلت نيل التقدير في 2024 من خلال مشاركتها في فيلم حرب أهلية ودور البطولة في فضائي: رومولوس.

## أعمالها

### فيلم
| سنة  | عنوان                             | دور                | ملاحظات              |
| ---- | --------------------------------- | ------------------ | -------------------- |
| 2016 | العد إلى 1000                     | إيريكا             | فيلم قصير            |
| 2018 | حافة الهادي: انتفاضة              | آمارا نماني        |                      |
| 2018 | أوقات سيئة في الرويال             | روز سمرسبرينغ      |                      |
| 2018 | على أساس الجنس                    | جين جينسبيرج       |                      |
| 2018 | نائب                              | لين تشيني (شابة)   |                      |
| 2020 | ذا كرافت: ليغاسي                  | ليليث "ليلي" شيكنر |                      |
| 2021 | كيف تنتهي                         | ليزا الصغيرة       |                      |
| 2022 | عالم غير محدود                    | لارس               | فيلم قصير            |
| 2023 | بريسيلا                           | بريسيلا بريسلي     |                      |
| 2024 | حرب أهلية                         | جيسي كولين         |                      |
| 2024 | فضائي: رومولوس                    | رين كارادين        |                      |
| 2025 | عودة الرجل الميت: أخرجوا السكاكين | سيمون فيفان        | مرحلة ما بعد الانتاج |

### تلفزيون
| Year | Title            | Role               | Notes                 |
| ---- | ---------------- | ------------------ | --------------------- |
| 2020 | ديفس             | ليندون             | دور رئيسي، مسلسل قصير |
| 2021 | مير من إيست تاون | إيرين ماكمينامين   | دور رئيسي، مسلسل قصير |
| 2022 | 'السيدة الأولى   | آنا روزفلت هالستيد |                       |
| 2025 | غضب على الطريق   | TBA                | الموسم الثاني         |

### ألعاب فيديو
| سنة  | عنوان           | دور         | ملاحظات       |
| ---- | --------------- | ----------- | ------------- |
| 2024 | ديد باي دايلايت | رين كارادين | الصوت والصورة |

## روابط خارجية
- كايلي سبيني في قاعدة بيانات الأفلام على الإنترنت